# Бженковский, Ян
Ян Бженковский (пол. Jan Brzękowski; 18 декабря 1903, Новы-Виснич — 3 августа 1983, Париж)
— польский поэт, эссеист, прозаик, литературный критик и теоретик искусства. Доктор филологии (с 1927). Представитель «Краковского авангарда».

## Биография

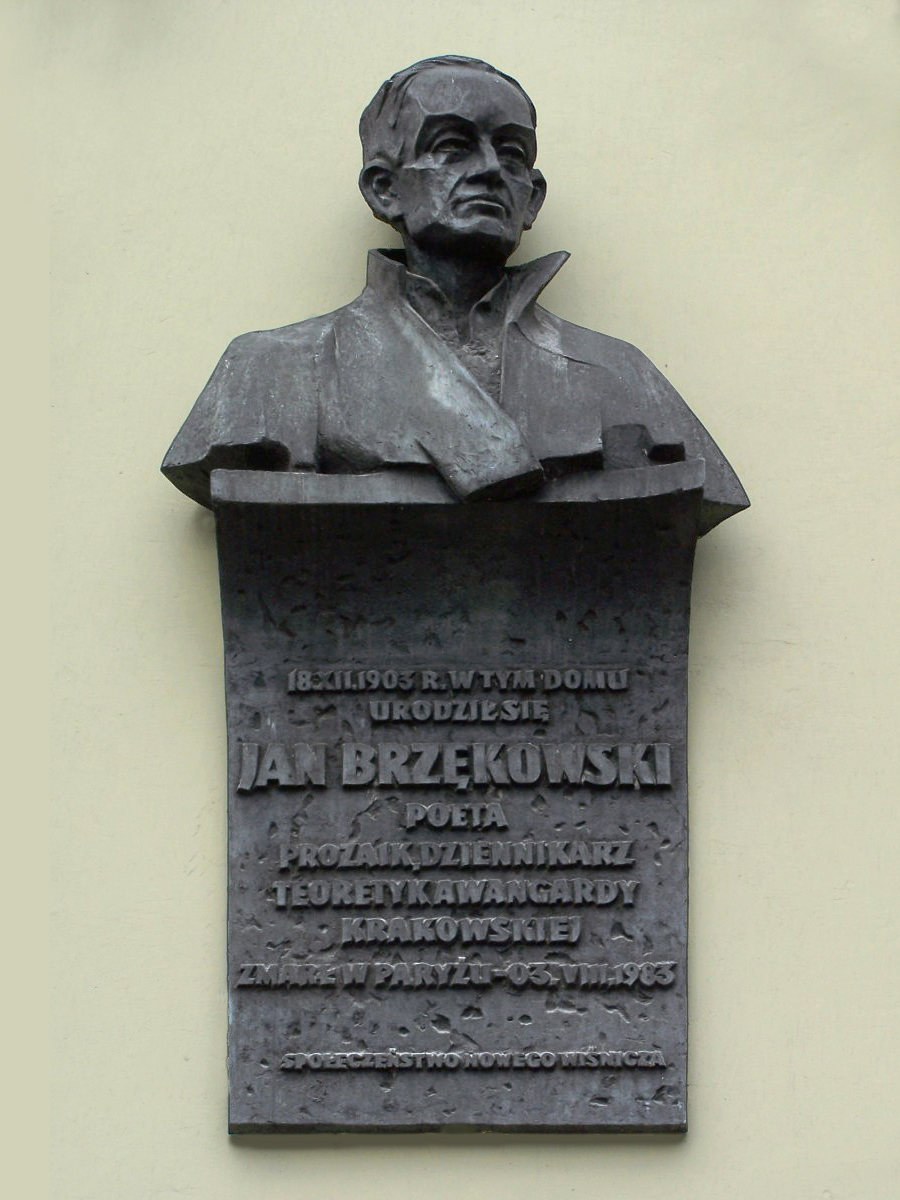
Мемориальная доска Яну Бженковскому в г. Новы-Виснич

Окончил факультеты фармацевтики и польской филологии Ягеллонского университета, позже учился в Сорбонне и Высшей школе журналистики (École du Journalisme) в Париже.
Как поэт, дебютировал в 1921 году. В 1924 году присоединился к творческому объединению литераторов «Краковский авангард». Сотрудничал с группой революционных деятелей искусства. В 1928 году отправился в Париж, где установил контакты с международными деятелями литературно-художественного авангардизма. В 1929—1930 издавал польско-французский двуязычный журнал современного искусства «L’Art Contemporain — Sztuka Współczesna».
В 1937—1940 годы — руководитель пресс-службы посольства Польши в Париже. В 1940—1944 — участник французского движения сопротивления и борьбы с нацизмом . В 1944—1945 — пресс-атташе польского посольства во Франции. В 1946—1964 — директор курорта Амели-ле-Бэн (Amélie-les-Bains), затем — жил в Париже.
Книги Яна Бженковского иллюстрировали Жан Арп, Фернан Леже и Макс Эрнст.

## Избранные произведения
- Сборники поэзии:
  - «Tętno» (1925),
  - «Na katodzie» (1928),
  - «W drugiej osobie» (1933),
  - «Razowy epos» (Ницца, 1946),
  - «Wybór poezji» (1966),
  - «Nowa kosmogonia» (1972),
  - «Poezje» (1973),
  - «Paryż po latach» (1977),
  - «Wiersze awangardowe» (1981).

- Проза
  - Пародийно-гротескные повести:
    - «Psychoanalityk w podróży» (1929),
    - «Bankructwo prof. Muellera» (1931),
    - «24 kochanków Perdity Loost» (1939, издание 1961).
    - «Start» (1959),
    - «Wspomnienia W Krakowie i w Paryżu» (Книга воспоминаний, 1968),
    - «Międzywojnie» (автобиографическая повесть, 1982)

Автор теоретических трудов и критических статей:
- «Integralizm w czasie» (1937),
- «Wyobraźnia wyzwolona» (1938, издание 1966),
- «Szkice literackie i artystyczne» 1925—1970 (1978).

## Память
- В честь Яна Бженковского названа одна из улиц его родного г. Новы-Виснич.